# 沙萨涅
沙萨涅（法語：Chassagnes，法語發音：[ʃasaɲ]）是法国上卢瓦尔省的一个市镇，属于布里尤德区。

## 地理
沙萨涅（45°12'52"N, 3°32'17"E）面积12.24 平方千米，位于法国奥弗涅-罗讷-阿尔卑斯大区上盧瓦爾省，该省份为法国中南部省份，北起多姆山省和卢瓦尔省，西接康塔爾省，南至洛泽尔省，东临阿尔代什省。
与沙萨涅接壤的市镇（或旧市镇、城区）包括：科拉、马兹拉欧鲁兹、波拉盖、圣玛格丽特、圣普雷热阿尔芒东。

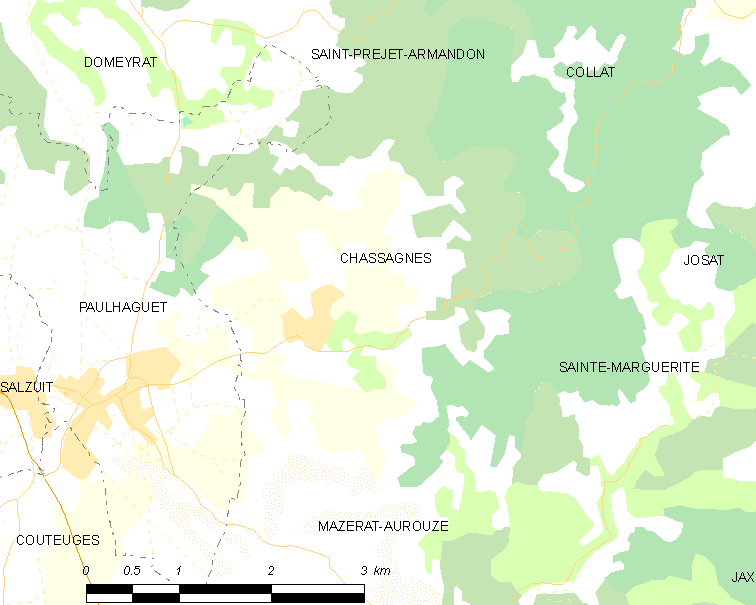
沙萨涅的OSM定位图

沙萨涅的时区为UTC+01:00、UTC+02:00（夏令时）。

## 行政
沙萨涅的邮政编码为43230，INSEE市镇编码为43063。

## 政治
沙萨涅所属的省级选区为拉法耶特地区县。

## 人口

1962-2008年间沙萨涅人口变化图示

沙萨涅于2022年1月1日时的人口数量为158人。